# Кузман Капідан
Кузман Капідан (болг. Кузман Капитан; мак. Кузман Капидан) або Кузман Карамак, або Кузьманський воєвода  або Кузьман Кареман) — популярний легендарний герой болгарської   а згодом і македонської епічної поезії. Його фігура заснована на історичній особистості, яким спочатку був Хайдук,  потім - Сердар в службі Джеладін-бея (алб. Xheladin bej Ohri  ), губернатор Охридської каза на початку 19 століття.   Він переміг загони грабіжників Османа Муру та Дервіша Муху. За одними легендами, його отруїли вороги, а за іншими його вбили в бою.  Його боротьба з бандитами була ще живою серед македонців у 20 столітті, особливо в регіоні Дебар, звідки він воював та звідки він нібито походив.  Про нього згадують численні епічні пісні, зокрема «О Арматолос», визначний вірш болгарського поета XIX століття Григора Парлічева . 

## Історична довідка
На початку XIX століття область Охрида належала Османській імперії і мала статус каза санджака Охрі . Її губернатором був Джеладін-бей, якому доводилося підтримувати рівновагу між османською портою з одного боку та Алі-пашею, лідером групи дружинників у сусідньому Пашаліку Яніни, з іншого.  Групи Алі-паші часто грабували сусідні території, включаючи територію, підконтрольну Джеладін-бею. Джеладін-бей належав до впливової групи османських чиновників на західних Балканах, які чинили опір реформам, щоб захистити свої володіння, які вони примусово конфіскували у інших людей. Так Джеладін-бей «заробив» близько 100 чифліків на території підконтрольної йому каза. Щоб краще протистояти їм, османам довелося мобілізувати місцевих християн, щоб допомогти своїм регулярним військовим силам охороняти гірські перевали у напрямку до Албанії.  Коли Кузман помер, його син Джоре успадкував його посаду і продовжував захищати їх каза своїми силами, що складалися як з албанців, так і з македонських слов'ян. 